# کوشکووو
کوشکووو (به لهستانی:  Koszkowo) یک روستا در لهستان است که در گمینا بورک ویلکوپولسکی واقع شده‌است.